# Ritterstift Odenheim

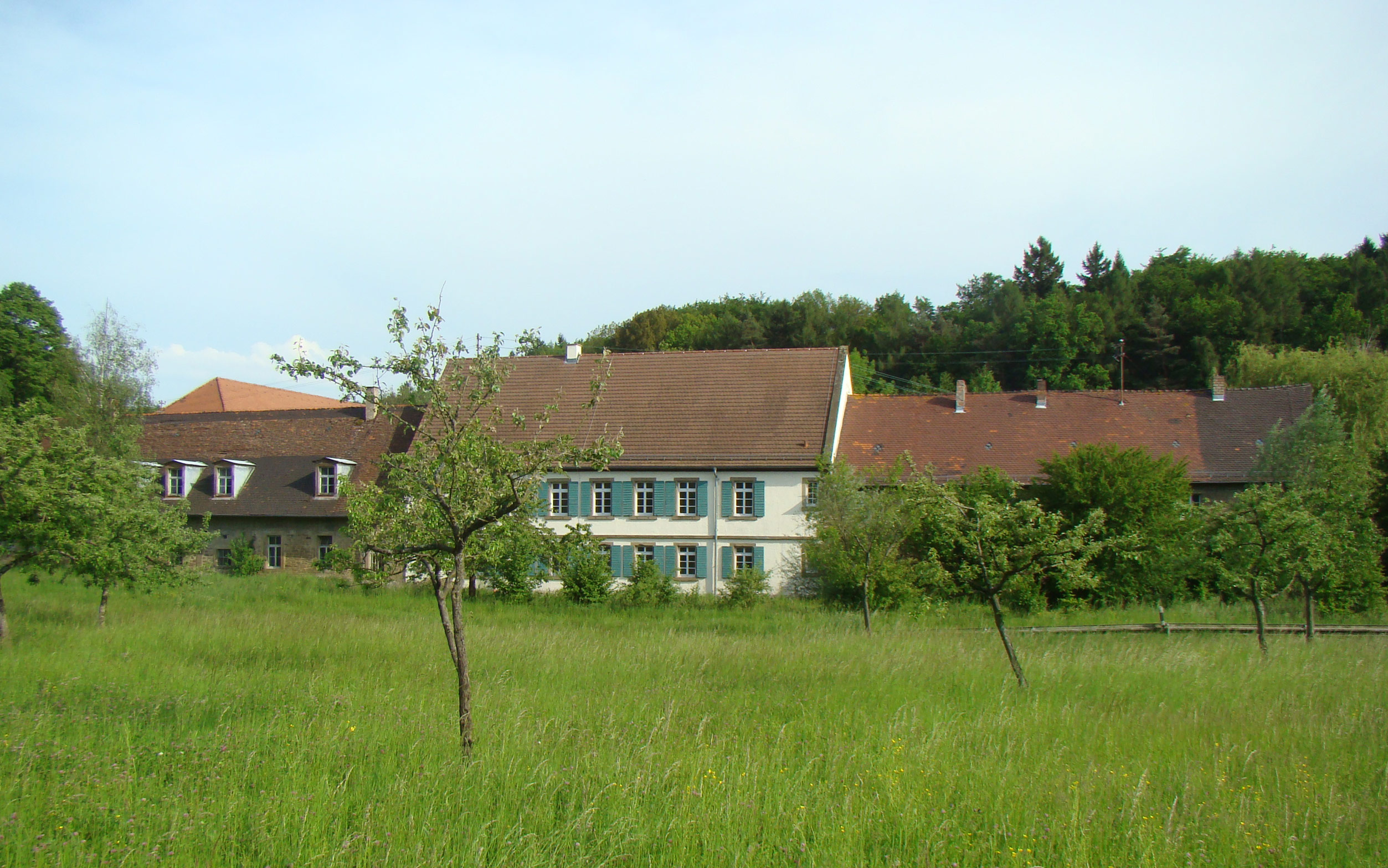
Der Stifterhof bei Odenheim geht auf das ehemalige Ritterstift zurück

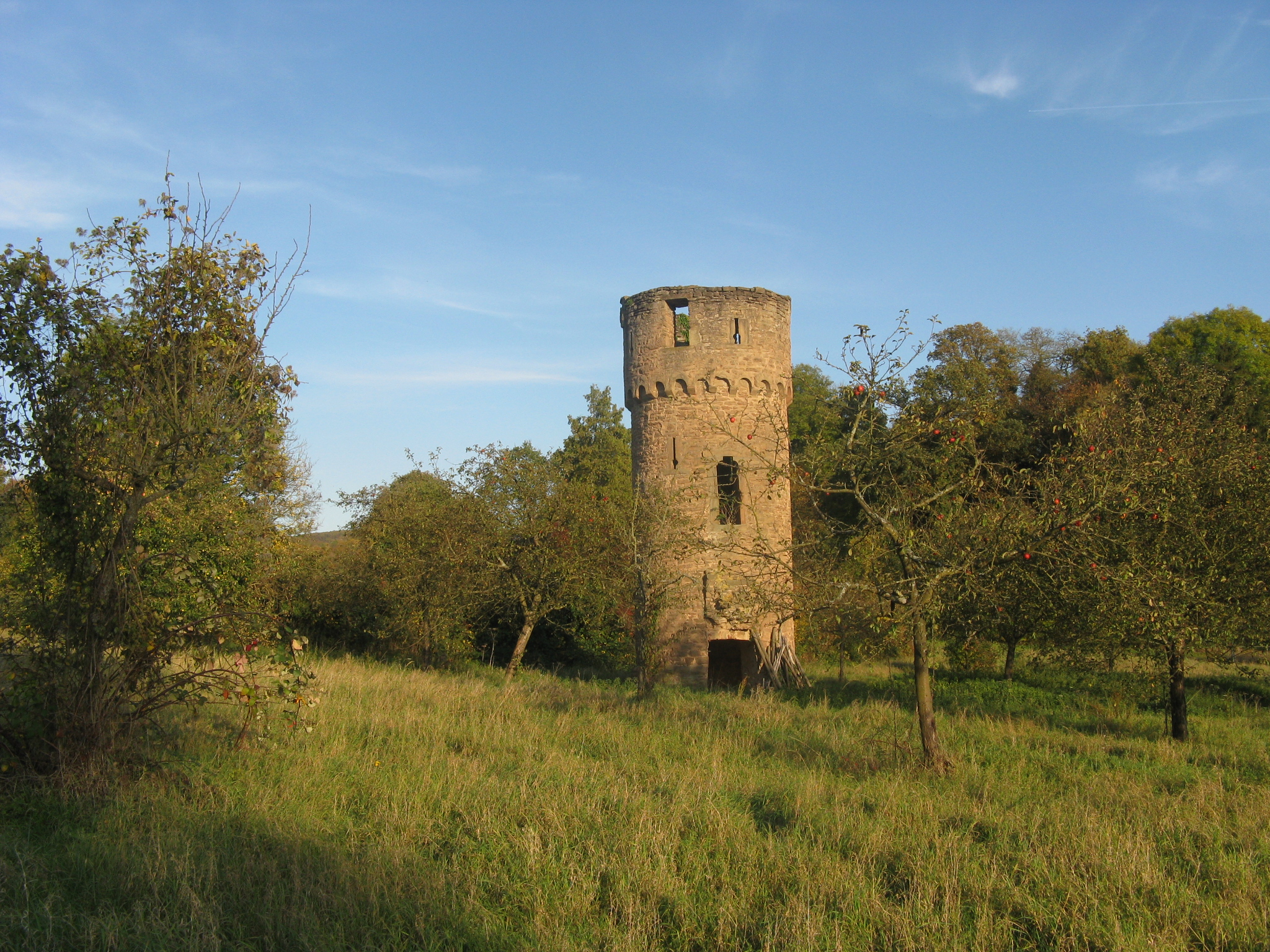
Der freistehende mittelalterliche Turm erinnert an den einstmals wehrhaften Charakter der Anlage

Das Ritterstift Odenheim wurde um 1110–1118 auf dem Wigoldesberg (heutiger Name: Greifenberg) als Benediktinerkloster und Hauskloster der Grafen von Lauffen gegründet und vor der Mitte des 12. Jahrhunderts in ein nahe gelegenes Tal bei Odenheim verlegt. Es wurde 1494 in ein weltliches Chorherrenstift umgewandelt und 1507 nach Bruchsal weiterverlegt. In Odenheim bestanden unterdessen noch Stiftshöfe, die alte Klosteranlage wurde im Deutschen Bauernkrieg 1525 zerstört und danach als Steinbruch für Bauvorhaben im Ort verwendet. Die letzten baulichen Überreste gingen im 17. Jahrhundert in einem Meiereihof auf, der nach der Zerstörung von Bruchsal 1676 nochmals die Stiftsherren beherbergte und auch zwei Kirchen umfasste. Das Stift wurde im Zuge des Reichsdeputationshauptschlusses aufgehoben. Je nachdem, welche Phase seines Bestehens gemeint ist, sind auch die Bezeichnungen Kloster Odenheim, Herrenstift Odenheim, Ritterstift in Bruchsal oder Ritterstift Odenheim zu Bruchsal gebräuchlich.

## Geschichte

### Gründungsjahre

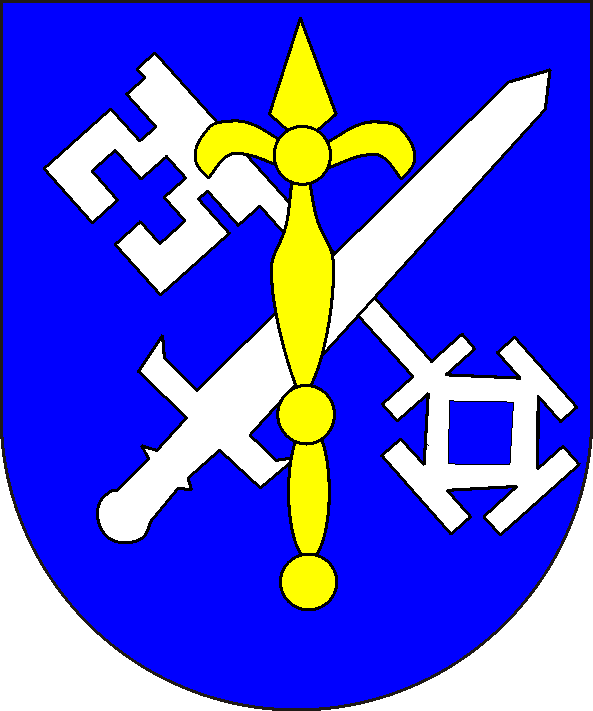
Wappen Stift Odenheim

Um die Jahre 1110 bis 1118 stifteten die Grafen von Lauffen auf dem Wigoldesberg bei Odenheim der Diözese Speyer ein Kloster, nachdem sie um das Jahr 1103 das Grafenamt für den Kraichgau übernommen hatten und daraufhin offenbar ihren Grafensitz vom Wigoldesberg in die Nähe von Bretten verlegt hatten. Mit der Klostergründung folgten sie der Tradition vieler Adelsfamilien seit dem Ende des 11. Jahrhunderts. Das Kloster wurde erstmals in einer Urkunde von 1122 (dem Jahr des für Klostergründungen günstigen Wormser Konkordats) oder 1123 erwähnt, als Heinrich V. in Anlehnung an das Hirsauer Formular die Stiftung von Erzbischof Bruno bestätigte und sein Bruder Boppo (III.) der Stiftung zustimmte.
Die Grafen von Lauffen stifteten dem Kloster unter anderem Eigengut in Odenheim, Tiefenbach, Aglasterhausen, Großgartach, Hausen an der Zaber, Neckarwestheim, Poppenweiler und Neckargartach und ergänzten die Ausstattung später durch weiteren Besitz, so beispielsweise in Weiler an der Zaber. Das Hirsauer Formular garantierte den Lauffenern die vererbbaren Vogteirechte. Der erste Abt Eberhard kam aus Hirsau. Ob sich die Grablege der Lauffener in Odenheim befand, ist nicht überliefert.
Das Kloster könnte vor dem Hintergrund gegründet worden sein, dass Bruno und sein Bruder Boppo (III.) ihr Erbe unter sich aufgeteilt hatten und dabei Bruno seinen Anteil in das Kloster eingebracht hatte. Das Kloster wurde auf neuem Besitz an einem Ort gegründet, der vom Kernland abgelegen war. Die gestifteten Güter lagen im Zabergau, am mittleren Neckar und im Kraichgau und damit ebenfalls in der Peripherie des Lauffener Territoriums, zumal sich die Grafen von Lauffen in dieser Phase zunehmend in den unteren Neckarraum orientierten. Die Bindung an das Kloster Hirsau deutet darauf hin, dass die Grafen von Lauffen in dieser Zeit dem Hirsauer Reformkreis näher gestanden haben könnten als dem kaisertreuen Umfeld der Diözese Würzburg.
Die Stiftung weist Parallelen zur Gründung des Klosters Gottesaue auf, dessen Stiftung als Familienkloster der Grafen von Hohenberg 1110 ebenfalls anhand des Hirsauer Formulars bestätigt wurde. Wie auch die Lauffener stießen die Hohenberger dafür ferner gelegenen Besitz ab, die Gründung erfolgte ebenfalls durch einen Geistlichen in der Familie. Gottesaue lag ebenfalls in der Diözese Speyer, und das dortige Kloster war gleichermaßen eng mit Hirsau verbunden.
Das Kloster wurde vor der Mitte des 12. Jahrhunderts vom Wigoldesberg in ein zwei Kilometer entferntes Tal verlegt. Die dortige Klosteranlage, die aus einer Klosterkirche, Wohn- und Wirtschaftsgebäuden bestand, wurde durch dieselbe Hirsauer Bauhütte errichtet, die zuvor auch das Kloster Paulinzella erbaut hatte, weswegen sich die Anlagen bei Odenheim und in Paulinzella baulich ähnelten.
1161 erfolgte die Bestätigung der umfangreichen Besitzungen des Klosters durch Kaiser Friedrich I. (Barbarossa), vor allem im Zabergäu und am Neckar, aber auch in Elsenz, Ubstadt, Hambrücken, Bruchsal, Forst, Rettigheim und Östringen. Viele der Besitzungen werden in dieser Urkunde zwar erstmals erwähnt, haben aber wohl schon zur Gründungsausstattung gezählt, waren jedoch erst seit der Klostergründung erstmals (oder nach langem Brach liegen seit den Ungarneinfällen 954 wieder) urbar gemacht worden.

### Blütezeit um 1200
1184 erlaubte Papst Lucius III. der Benediktinerabtei, die Seelsorge in der Pfarrkirche von Odenheim durch Mönche versehen zu lassen. Die Kirche, deren Güter und deren Zehntbezugsrechte wurden damit dem Kloster einverleibt. 1191 nahm Papst Coelestin III. das Kloster unter seinen Schutz und machte es unabhängig vom Mutterkloster des Benediktinerordens und dem Speyerer Bischof. Kurze Zeit später erfolgte von Odenheim aus die Gründung des Klosters in Kirchheim am Neckar, das aus den Odenheimer Gütern u. a. mit dem Ort Häfnerhaslach ausgestattet wurde.
Um 1200 erlebte das Kloster seine Blütezeit und zog einen wirtschaftlichen Aufschwung des gesamten Ortes Odenheim nach sich. Nach dem Aussterben der Grafen von Lauffen in männlicher Linie 1216–1219 behielten die staufischen Könige, bezeugt per Urkunde von Kaiser Friedrich II., die Vogtei über das Kloster Odenheim ein, womit sie zur Reichsvogtei wurde. Die Urkunde verbot jedoch auch den Bau von Burgen, Befestigungen und der Gründung Freier Städte auf dem Gebiet des Klosters, was sich später ungünstig auf die Entwicklung Odenheims auswirken würde, da der Ort nie befestigt und zur Stadt ausgebaut wurde.
Ab 1225 erfolgte vom Kloster aus die (Neu-)Gründung des Ortes Eichelberg, wo sich zunächst nur Weinberge befunden hatten, die aber ab jenem Jahr nicht mehr vom Kloster aus, sondern von Bauern in Erbpacht bewirtschaftet wurden. 1237 bestätigte Friedrich II. weitere klösterliche Besitzungen in Waldangelloch, Michelfeld und Zeutern.

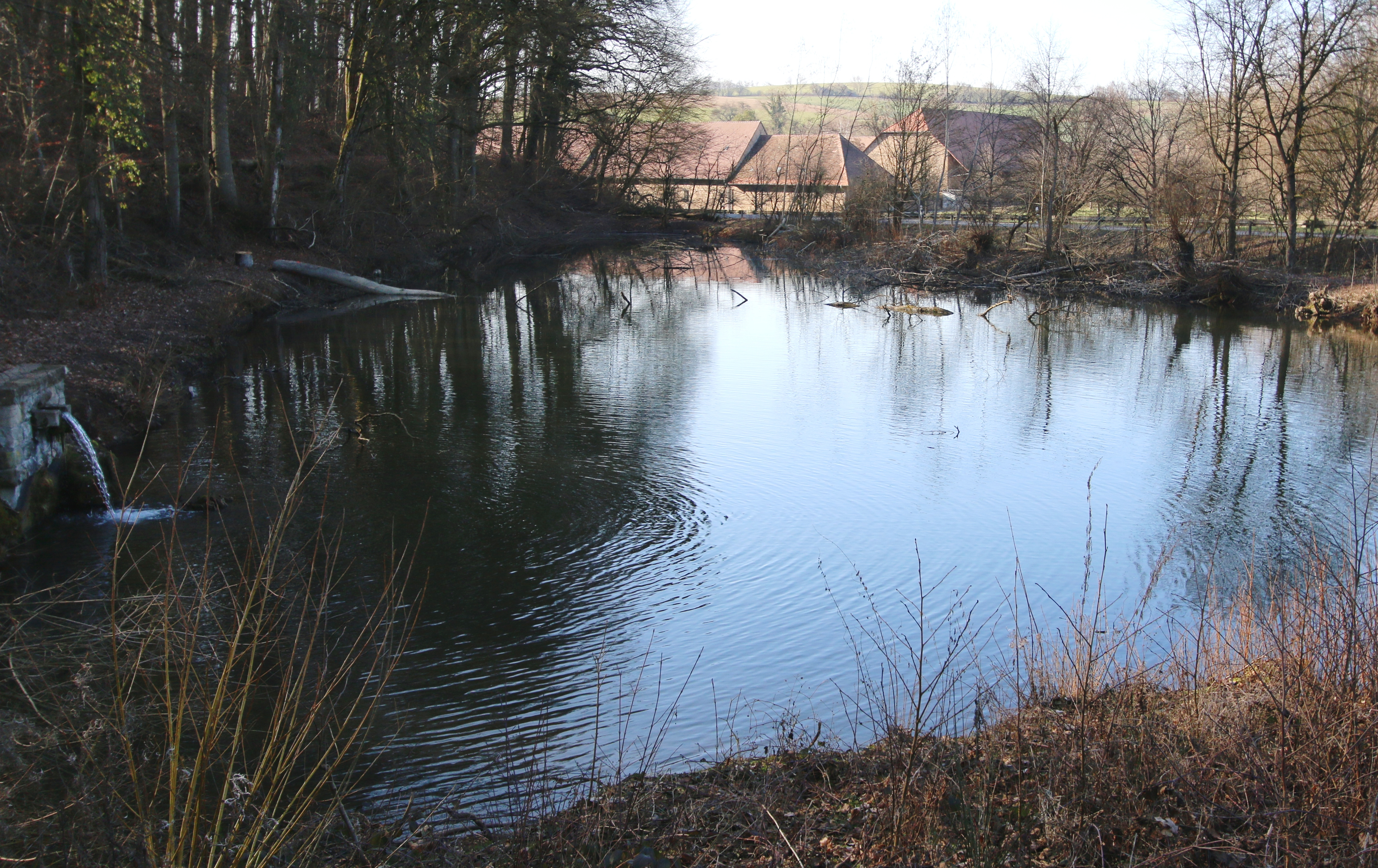
Der Mönchsee an der Oberen Klosterstraße

Nach einem scheinbar kontinuierlichen Wachstum hat das Kloster in der Mitte des 13. Jahrhunderts erstmals wirtschaftliche Probleme gehabt. Zwischen 1249 und 1261 fanden mehrere Verkäufe von Gütern und Rechten statt. 1273 erhielt Odenheim das Marktrecht, wodurch der Ort zu einem bedeutenden Umschlagplatz auch für Vieh und landwirtschaftliche Produkte des Klosterbetriebs wurde.
Im frühen 14. Jahrhundert übergab das Kloster zahlreiche einst selbst bewirtschaftete Güter in Erbpacht. Viele Güter in der unmittelbaren Umgebung wurden mehreren neu erbauten Hofgebäuden in Odenheim als Wirtschaftsfläche zugeordnet. Durch die Vergabe dieser Höfe an Leibeigene oder Pächter florierte die Landwirtschaft. Neben der alten Klostermühle (der späteren Oberen Mühle) entstanden noch zwei weitere Mühlen bei Odenheim.

### Verpfändung der Reichsvogtei an das Hochstift Speyer 1330
Im Jahre 1330 verpfändeten die Herrscher des Heiligen Römischen Reiches ihr Vogteirecht über das Kloster an Albrecht Hofwart von Kirchheim, der auch Besitz in Münzesheim hatten. 1338 erwarb der damalige Bischof von Speyer, Gerhard von Ehrenberg, die Schirmvogtei über das Kloster und die Einnahmen aus der Kastenvogtei Odenheim für das Hochstift Speyer. 1349 wurde die Pfandschaft an Odenheim an die ebenfalls in Speyrer Besitz befindlichen Pfandschaften Landau in der Pfalz und Waibstadt gekoppelt, sodass künftig nur eine gemeinsame Auslösung oder Weiterverpfändung möglich sein sollte. 1350 erlaubte der Kaiser eine teilweise Weiterverpfändung, von der die Speyrer Bischöfe alsbald Gebrauch machten, um ihre Kriegskosten in jenen Jahren zu decken. Innerhalb der zersplitterten Pfandschaft wurden die früheren Naturalabgaben nun finanziell geregelt.

### Wehrhafter Ausbau der Klosteranlage ab 1377
Die politische Instabilität und Unsicherheit führte unter Abt Dieter von Helmstatt ab 1377 zum wehrhaften Ausbau der Klosteranlage. Unter ihm, der von den Herren von Sickingen auch Burg und Ort Rohrbach am Gießhübel erwarb, wurde die Kernanlage des Klosters mit einem Wassergraben nach dem Vorbild der Burg Rohrbach umgeben, die Klosterkirche erhielt einen wehrhaften Vorbau. Sein Nachfolger Dietrich III. von Venningen ließ um 1400 schließlich auch die um das Kloster gelegenen Wirtschaftsgebäude ummauern und die heute noch erhaltenen Wehrtürme errichten.
Abt Dietrich II. von Angelach erwarb für das Kloster 1427 von den Herren von Mentzingen das Dorf Landshausen, musste jedoch wegen der von seinen Vorgängern angehäuften Schulden einen Teil der Klostergüter verpfänden. Dem Kloster zugehörig waren in der Zeit zwischen 1430 und 1440 folgende Orte: Odenheim mit Tiefenbach und Eichelberg, Rohrbach am Gießhübel, Rettigheim, Landshausen, 9/10 von Großgartach, die Hälfte von Waldangelloch sowie Häfnerhaslach samt Kirchheim. Weiterhin hatte das Kloster zu jener Zeit Güter und Leibeigene in verschiedenen weiteren Orten, darunter Östringen, Michelfeld, Eichtersheim, Cleebronn, Elsenz und Massenbachhausen.
Auch Dietrich II. trieb unter dem Einfluss der Hussitenkriege den Ausbau des Klosters in Odenheim weiter voran. Er ließ die Klosterbefestigung um weitere Tortürme ergänzen. Der Ausbau war so kostspielig, dass Dietrich zur Deckung der Kosten das Kloster in Kirchheim, das inzwischen zum Sommersitz des Abtes verkommen war, an das Kloster in Frauenzimmern veräußerte.
Auch der nachfolgende Abt, Eberhard II. von Flehingen, ließ nochmals weitere Verteidigungsbauten errichten. 1461 hielt die wehrhafte Anlage einem Angriff des Martin Werner von Haberschlöcht stand.

### Umwandlung zum Ritterstift 1494 und Verlegung nach Bruchsal 1507
Im letzten Drittel des 15. Jahrhunderts verfiel mit steigendem materiellen Wohlstand die Moral der Klostermönche. Mehrfach wurde von der geistlichen Obrigkeit versucht, eine Reform durchzuführen, um die Missstände zu beseitigen. Den ersten Versuch machte 1468 der Bischof von Speyer, Matthias von Rammung, sein Nachfolger Ludwig von Helmstatt 1472 den zweiten. Alle Bemühungen um die Wiederherstellung einer mönchisch-asketischen Lebensführung scheiterten. 1472 legte der ebenfalls mit diesem Unterfangen gescheiterte Abt Johann Schenk von Winterstetten sein Amt nieder. Seinem vom Stift Sinsheim nach Odenheim gewechselten Nachfolger Ulrich von Finsterlohe gelang innerhalb von 14 Jahren wenigstens die Neuordnung der Erblehensverhältnisse der Odenheimer Güter. Für die große Menge an Schriftstücken, die dazu angefertigt wurden, ließ er 1486 einen Archivbau im Kloster errichten. Gleichwohl hatte das Kloster nahezu keine Mönche mehr. Unter Abt Ulrich erhöhte sich deren Zahl von anfangs zwei nochmals auf sieben, aber das mönchische Klosterleben war für nachgeborene Adlige nicht mehr attraktiv. Als man die wenigen in Odenheim verbliebenen älteren Mönche 1491 in die Bursfelder Kongregation übernehmen wollte, entschuldigen sich vier wegen Gebrechlichkeit, so dass letztlich nur zwei Mönche blieben, während die restlichen Brüder ausgeschlossen wurden. Das Odenheimer Konvent wurde mit Mönchen aus den Klöstern Gottesau, Sponheim und Hirsau neu besetzt.
Auf Drängen der adligen Mönche und auf dementsprechende Bitten des römisch-deutschen Königs und späteren Kaisers Maximilian I. wandelte Papst Alexander VI. 1494 das Kloster Odenheim in ein freiadliges Stiftskapitel unter Beibehaltung aller Freiheiten, Besitzungen, Rechte und Einkünfte um. Das Ritterstift bestand aus fünf Dignitären (Propst, Dekan, Scholaster, Cantor, Custos) und zwölf Kanonikern (zehn Adlige und zwei Doktoren oder Lizenziaten) sowie sieben, später zehn Vikaren. Der Name Ritterstift ist darauf zurückzuführen, dass der größte Teil der Kanoniker mindestens Ritter sein musste.
Die 1491 ausgeschlossenen Mönche kehrten nach Odenheim zurück, während die damals neu aufgenommenen Mönche in ihre Mutterklöster zurückgesandt wurden. Der letzte Abt Christoph von Angelach (im Amt seit 1486) wurde somit zum Stiftspropst, der Prior zum Dekan. Christoph von Angelachs Nachfolger als Propst wurde Melchior von Nieppenberg, der zu den 1491 ausgeschlossenen Mönchen gezählt hatte. In dem im Jahre 1500 gegründeten Oberrheinischen Reichskreis besaß der Propst Sitz und Stimme.
Nach Bauernunruhen in der Gegend und Rechtsstreitereien zwischen Odenheim und dem adeligen Ritterstift wurde letzteres 1507 auf Drängen der Stiftsherren und Anordnung des Bischofs von Speyer Philipp I. von Rosenberg unter Beibehaltung des Namens Odenheim und der Freiheiten, Besitzungen, Rechte und Einkünfte des Stiftes nach Bruchsal verlegt. Als Sitz übertrug er dem Stift „frei und voll“ die Stadtkirche zu Bruchsal, die den Rang einer Ritterstiftskirche erhielt. Mit dieser Verlegung ging auch der Verlust des Marktrechtes von Odenheim einher. In der ebenfalls 1507 von Odenheim nach Bruchsal verlegten Lateinschule wurden die Ministranten für den Chordienst ausgebildet.
Dank der erst 1486 durchgeführten Neuordnung der wirtschaftlichen Verhältnisse unter Abt Ulrich gelang der Umzug des Stifts und die Regelung von dessen Beziehungen zur Stadt Bruchsal außergewöhnlich rasch.
1517 löste Kaiser Maximilian I. das verpfändete Landau wieder ein, während das Stift Odenheim und Waibstadt an das Hochstift Speyer verpfändet blieben.

### Zerstörung des Klosters in Odenheim 1525
Im Bauernkrieg 1525 kam es auch zu Unruhen innerhalb des zum Hochstift Speyer zählenden Gebietes. In Odenheim erinnerte sich der Altschultheiß und Bauernführer Marx Hovwarth daran, dass man beim Umzug des Ritterstifts nach Bruchsal 1507 beschlossen hatte, die Mauern des alten Klosters niederzulegen. Er lenkte die ihm folgenden Bauern daher zu den alten Klostergebäuden, die daraufhin ein Raub der Flammen wurden. Hätte man einen Teil der Gebäude ohnehin abgerissen, so ist bei der Zerstörung der Anlage vor allem der totale Verlust des erst 1486 angelegten Archivs zu beklagen. Die Bauern wollten dort primär die Zinsbücher und Abgabenverzeichnisse vernichten. Diese befanden sich jedoch bereits in Bruchsal, während mit dem Archiv die alte Klosterbibliothek mit unzähligen alten Bücher und Handschriften, darunter wohl eine Abschrift des Nibelungenlieds und die Klosterchronik, verbrannte.
Im Gegensatz zu vielen anderen Bauerntaten in der Umgebung hatte die Zerstörung des Klosters für die Odenheimer Bauern keine rechtliche Folgen. Auch Bauernführer Hovwarth wurde 1526 durch Bischof Georg von Speyer begnadigt.
In der Folgezeit wurde die Ruine des Klosters als Steinbruch zum Bau von Gebäuden in Odenheim verwendet. Steine des Klosters fanden in der 1543 erneuerten Kirche in Odenheim Verwendung, ebenso in der wenig später errichteten Plebanie und im Jägerhaus. Selbst ganze Kellergewölbe wurden im Kloster abgebaut und im Ort neu aufgemauert.
1569 wurde mit der Fertigstellung des Odenheimer Amtshauses die Verwaltung des Klosterbesitzes und der Landwirtschaft in den Ort verlegt. Für die Bauvorhaben in Odenheim veräußerte das Stift 1546 das Dorf Rettigheim an Bischof Philipp II. von Speyer. Weitere Geldmittel schöpfte das Stift auf neu geschaffenen Abgaben, wie dem 1588 erhobenen Umgeld auf Schankwein. Wegen solcher Abgaben, aber auch wegen reformatorischer Umtriebe in Odenheim kam es um 1600 zu Unruhen, die von 1609 bis 1615 zu einer Besetzung der Herrschaft Odenheim durch die Kurpfalz führten.

### Bau des Stifterhofs in Odenheim 1671

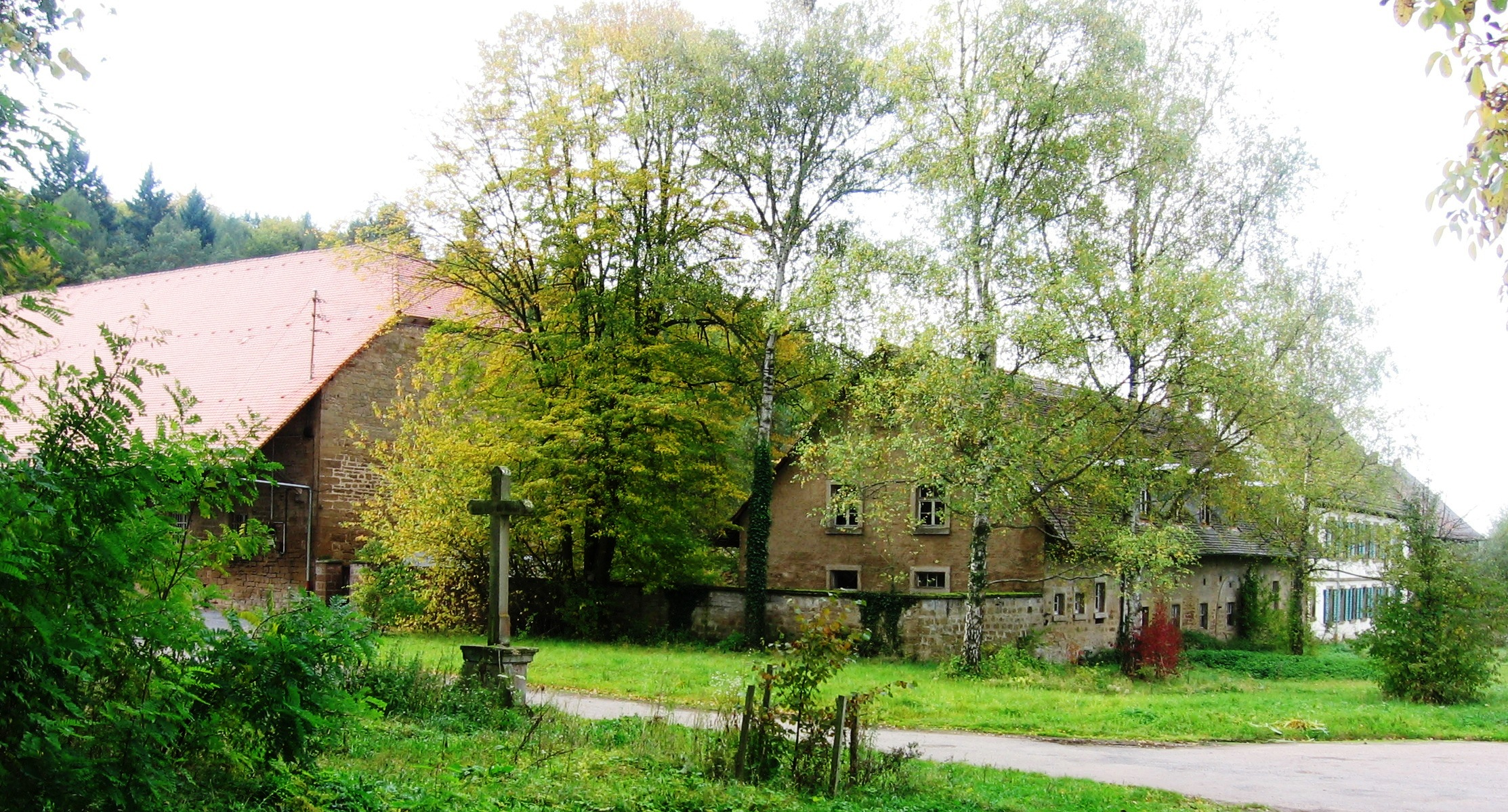
Stifterhof Odenheim, Meierei und Wohngebäude

Nach den Zerstörungen des Dreißigjährigen Krieges ordnete Propst Heinrich Hathard von Rollingen († 1719) im Jahr 1671 an, im alten Klosterhof von Odenheim eine Meierei zu errichten. Teile der Wehrmauern und Speichergebäude waren noch vorhanden, neu hinzu kamen eine einschiffige Peter-und-Pauls-Kirche sowie Wohngebäude. Nach der Zerstörung von Bruchsal durch die Franzosen 1676 kehrten auch die Stiftsherren zeitweilig nach Odenheim zurück und ließen eine Prälatur sowie eine kleine Marienkapelle im Klosterhof errichten. Das alte Archivgebäude wurde zum Rittersaal umgebaut.

### Säkularisation 1802/03
1802/03 fielen die Besitztümer des Ritterstiftes im Zuge der Säkularisation am Oberrhein an Baden. Kirche und Prälatenkapelle wurden abgetragen. Zu sehen sind heute noch ein Hofgut sowie zwei Türme der mittelalterlichen Anlage.

## Äbte
- Eberhard (1122–1146?)
- Heinrich (1146–1157?)
- Burkhard (1157–1190?)
- Siegfried (1190–1213)
- Berengar (1213–1224?)
- Deinhard (1224–1245?)
- Heinrich II. (1245–1275?)

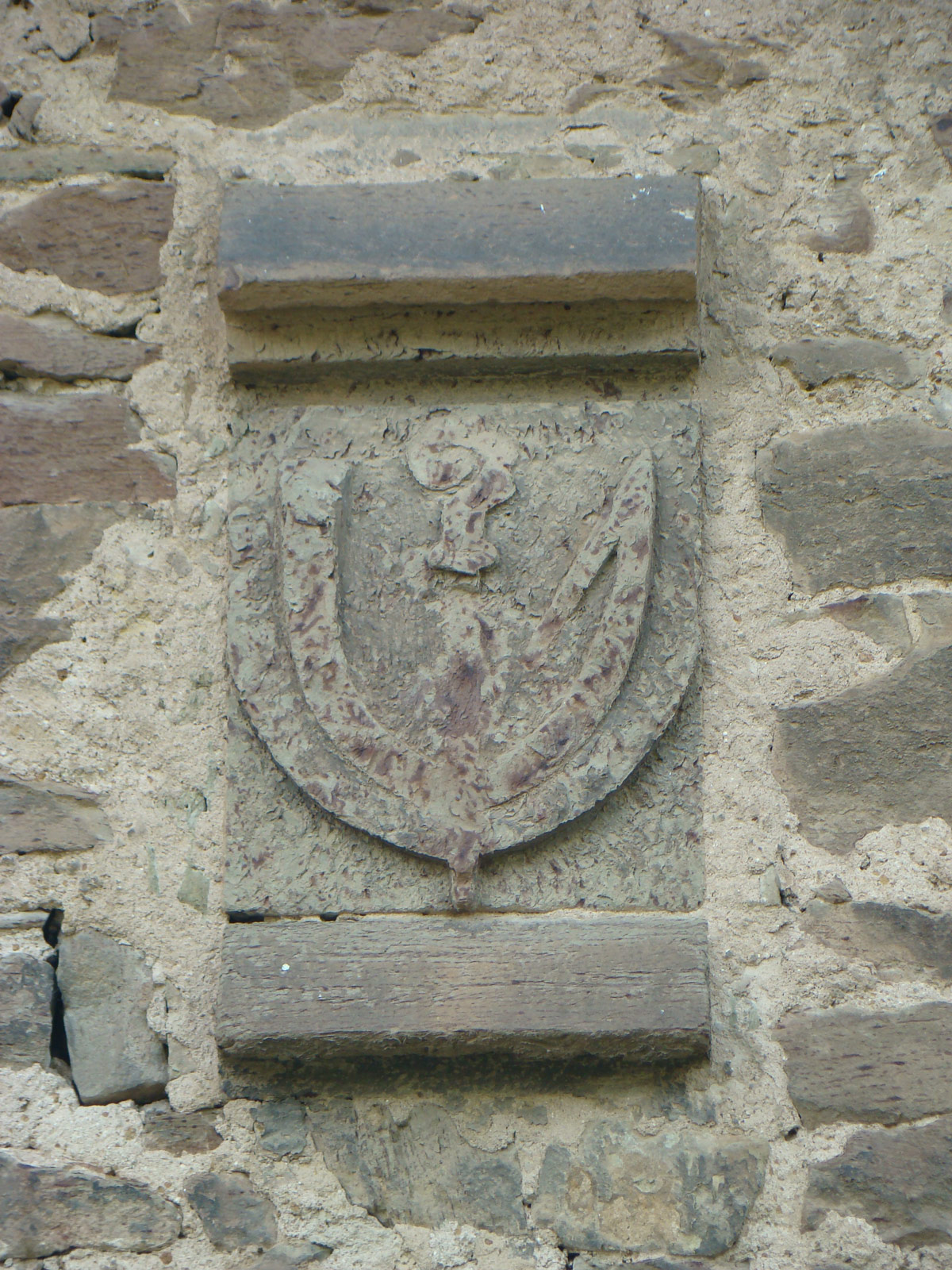
Wappen des Abtes Dieter II. von Angelach am Stifterhof in Odenheim

- Albert von Michelfeld (1275–1313?)
- Morhardt (1313–1325?)
- Burkard Röder (1325–1341?)
- Dietrich (1341–1365?)
- Dietrich II. von Ubstadt (1365–1377?)
- Dieter von Helmstatt (1377–1398)
- Dietrich III. von Venningen (1398–1424)
- Dieter II. von Angelach (1424–1445?)
- Eberhard von Flehingen (1445–1458?)
- Philipp von Flehingen (1458?–1468)
- Johann Schenk von Winterstetten (1468–1472)
- Ulrich von Finsterlohe (1472–1491)
- Christoph von Angelach (1491–1503)

## Kapitulare
- Christoph von Angelach († 1503) letzter Abt des Klosters Odenheim, dem die Abtswürde 1486 übertragen wurde und der nach der 1494 erfolgten Umwandlung in ein freiadliges Ritterstift diesem bis zu seinem Tode 1503 als erster Propst vorstand.
- Melchior von Nieppenberg, Propst ab 1503, unter dessen Führung 1507 der Umzug nach Bruchsal erfolgte
- David Göler von Ravensburg (1463–1539), Propst bis 1532; auch Domherr und Archidiakon im Bistum Speyer, sowie Propst des Speyerer Allerheiligenstiftes
- Andreas von Oberstein (1533–1603), Propst von 1567 bis 1603; Domdekan und bedeutender Reformer im Hochstift Speyer
- Philipp Christoph von Sötern (1567–1652) war 1607 Propst des Stifts, Dompropst zu Trier und Domscholaster zu Mainz[14]
- Johann Heinrich von Gysenberg († 1717), Stiftsdekan und Kustos, Domdekan in Speyer und Domherr zu Worms (Epitaph im Speyerer Dom, Langhaus)
- Hermann Lothar von Auwach (1652–1722), Stiftskapitular und Scholaster, Domdekan in Speyer und Domherr zu Worms (Epitaph am Speyerer Dom, Außenseite)
- Lothar Friedrich Mohr von Wald (1659–1713), Domherr in Speyer und Kapitular am Ritterstift Bruchsal; Epitaph im Speyerer Dom erhalten
- Beat Anton Münch von Münchenstein genannt von Löwenburg (1694–1759), Domherr in Basel und Konstanz, 1717 Kapitular in Bruchsal, 1743 Stiftspropst
- Karl Joseph von Mirbach (1718–1798), Stiftskapitular und Kantor, Domscholaster in Speyer und Propst des Speyerer Allerheiligenstiftes
- Johann Christoph von Rotberg (1720–1772), Domkapitular in Konstanz, Stiftskapitular und Kustos in Bruchsal, ab 1770 Stiftspropst
- Joseph Anton Siegmund von Beroldingen (1738–1816), Dekan und Propst des Stiftes Odenheim, Domherr in Speyer, Freund Goethes und des Hl. Klemens Maria Hofbauer
- Karl Eugen von Zobel von Giebelstadt (* 7. Mai 1760; † 26. April 1795), aufgeschworen am 6. Oktober 1789, ging dort zu Kapitel am 8. Mai 1793, er stammte aus der Familie der Zobel von Giebelstadt[15]
- Emmerich Carl von Schütz zu Holzhausen († 9. Juli 1833; Alter: 67 Jahre)[16]

## Amtmänner
- bis 1549 Thomas Schnee
- 1581–1598 Ulrich Ernst Ruff
- 1602–1609 Johann Conrad Vogell
- 1613 Melchior Vögler
- 1614–1619 Adam Hertzog
- 1626–1631 Johann Christoph Brüning
- 1655 Salomon Buchinger
- 1673–1702 Henrich Henrici
- 1702–1725 Johann Gottfried Henrici
- 1731–1755 Anton Philipp Bauer
- 1755–1776 Franz Christoph Fick
- 1776–1803 Theodor von Meßbach